# Ледесма-де-ла-Коголья
Ледесма-де-ла-Коголья (ісп. Ledesma de la Cogolla) — муніципалітет в Іспанії, у складі автономної спільноти Ла-Ріоха. Населення — 25 осіб (2009).
Муніципалітет розташований на відстані близько 230 км на північ від Мадрида, 28 км на південний захід від Логроньйо.

## Демографія
Динаміка населення (INE ):

## Галерея зображень

Розташування муніципалітету